# Sopskyffel

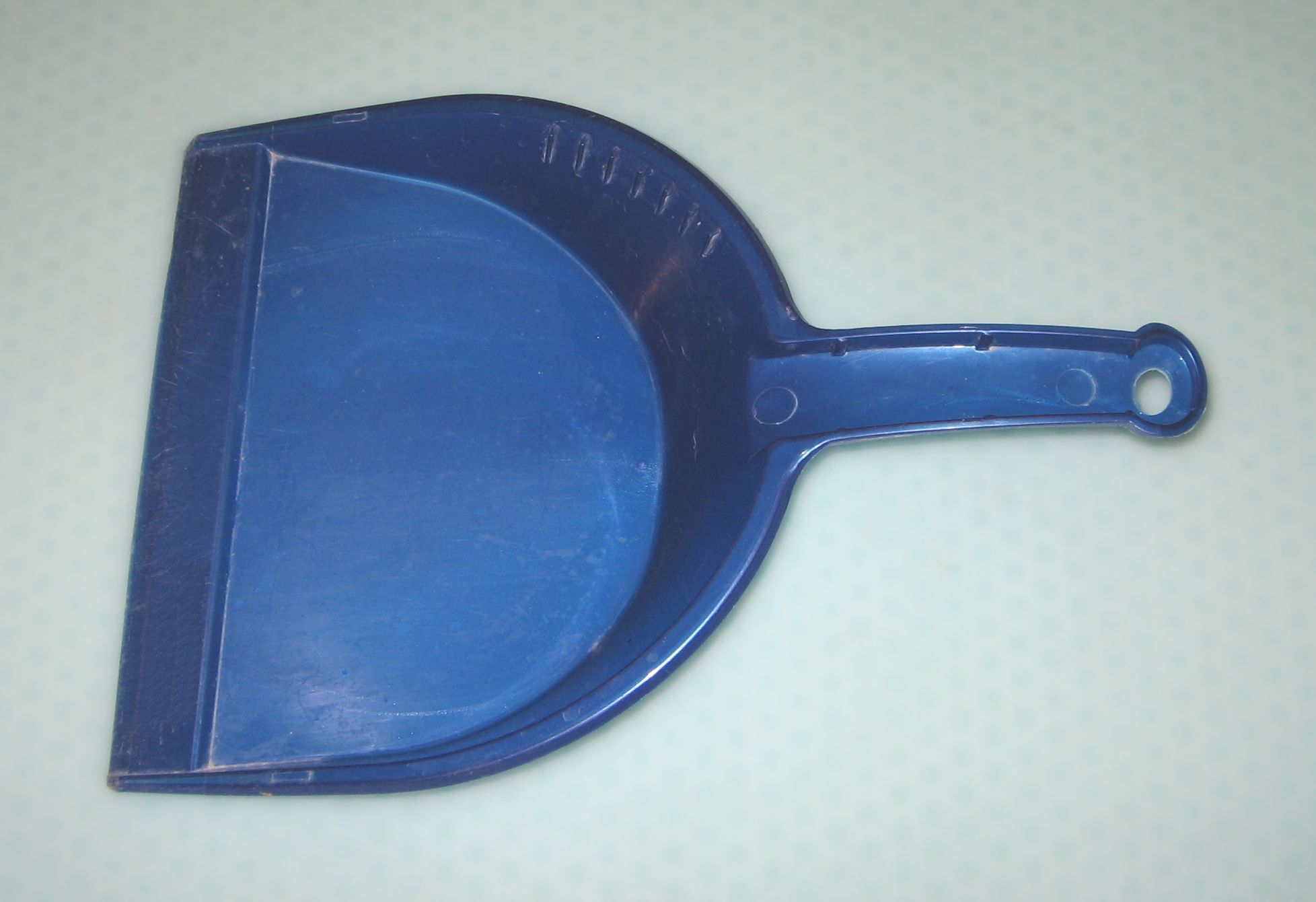
Sopskyffel med kort skaft.

En sopskyffel är ett städredskap som används för att samla upp och föra bort det skräp som sopas ihop med hjälp av sopborsten. 
Sopskyffeln är utformad som en tunn skyffel vars blad är avsett att sluta tätt mot golvet. De flesta sopskyfflar har långa skaft så att de kan användas av en person som står upp, med det finns även sopskyfflar med korta skaft.
Långskaftade sopskyfflar har ofta en hållare i skaftets handtag, i vilken man kan hänga sopborsten. En uppsättning bestående av en sådan sopborste och sopskyffel brukar kallas städset eller sopset.
Ordet sopskyffel är belagt i svenskan sedan 1793.